# Aeropuerto Internacional de Portland
El Aeropuerto Internacional de Portland (IATA: PDX, OACI: KPDX, FAA LID: PDX) es un aeropuerto conjunto civil-militar y es el aeropuerto más grande en el estado de Oregón, que representan el 90% de los viajes de pasajeros y más del 95% de la carga aérea del estado. Se encuentra dentro de los límites de la ciudad de Portland, al sur del Río Columbia en el Condado de Multnomah, a seis millas por aire y doce kilómetros por carretera al noreste del centro Portland. El aeropuerto internacional de Portland se refiere a menudo por su código IATA, PDX.
PDX tiene conexiones directas con los principales centros de conexión en Estados Unidos, además de vuelos internacionales a Canadá, Alemania, Islandia, Japón, México y los Países Bajos. El aeropuerto es un centro importante de Alaska Airlines y Horizon Air y sirve como un centro de mantenimiento para Horizon Air. La pequeña aerolínea regional SeaPort Airlines tiene su sede y opera su centro de operaciones del Pacífico Noroeste en PDX. Los servicios de aviación general se prestan a PDX por Atlantic Aviation. La Guardia Nacional Aérea de Oregón tiene una base situada en la parte suroeste de los terrenos, la unidad principal de las cuales es la 142d Ala de Combate (142 FW) volando el F-15 Eagle. El transporte local incluye el tren ligero en el Red Line MAX y en la carretera Interestatal 205.

## La terminal
La terminal PDX consiste en un edificio parecido a una letra "H", dividida en cinco vestíbulos. Los vestíbulos A, B y C están en el lado Sur de la terminal y los vestíbulos D y E están al Norte; están conectados por un pasillo elevado inaugurado en agosto de 2005.
PDX tiene un centro comercial, con todos sus restaurantes y tiendas abiertos todos los días. debido a que Oregon es uno de los pocos estados dentro de Estados Unidos donde no se cobra un impuesto por venta, todas las tiendas ofrecen ventas libres de impuestos.
PDX ofrece otros servicios como acceso inalámbrico de internet Wi-Fi, un área de juego para niños y servicios postales. No se puede fumar, excepto en áreas para fumadores designadas afuera de las entradas de la terminal.

## Clasificación
En 2006, 2007 y 2008, PDX fue identificado como el aeropuerto que manejaba a la mayor cantidad de viajeros por motivos de negocios en todos los Estados Unidos por la revista Condé Nast Traveler. La clasificación de Condé Nast está basado en varios criterios incluyendo ubicación y acceso, facilidad de conexiones, alimentos, tiendas, comodidad, confort y diseño, y la percepción de la seguridad y sus medidas pertinentes; PDX recibió la mayor calificación, aparte de que la revista notó sus iniciativas amistosas con el medio ambiente del aeropuerto, incluyendo el uso de paneles solares en el aeropuerto para el sumnistro de energía y el reciclaje del aceite usado de sus restaurantes.
En 2008, un estudio por otra publicación contradijo las afirmaciones anteriores, ubicando al aeropuerto de Portland en el lugar número 19 de los 21 aeropuertos en Estados Unidos que manejan entre 10 y 30 millones de pasajeros por año.

## Terminal

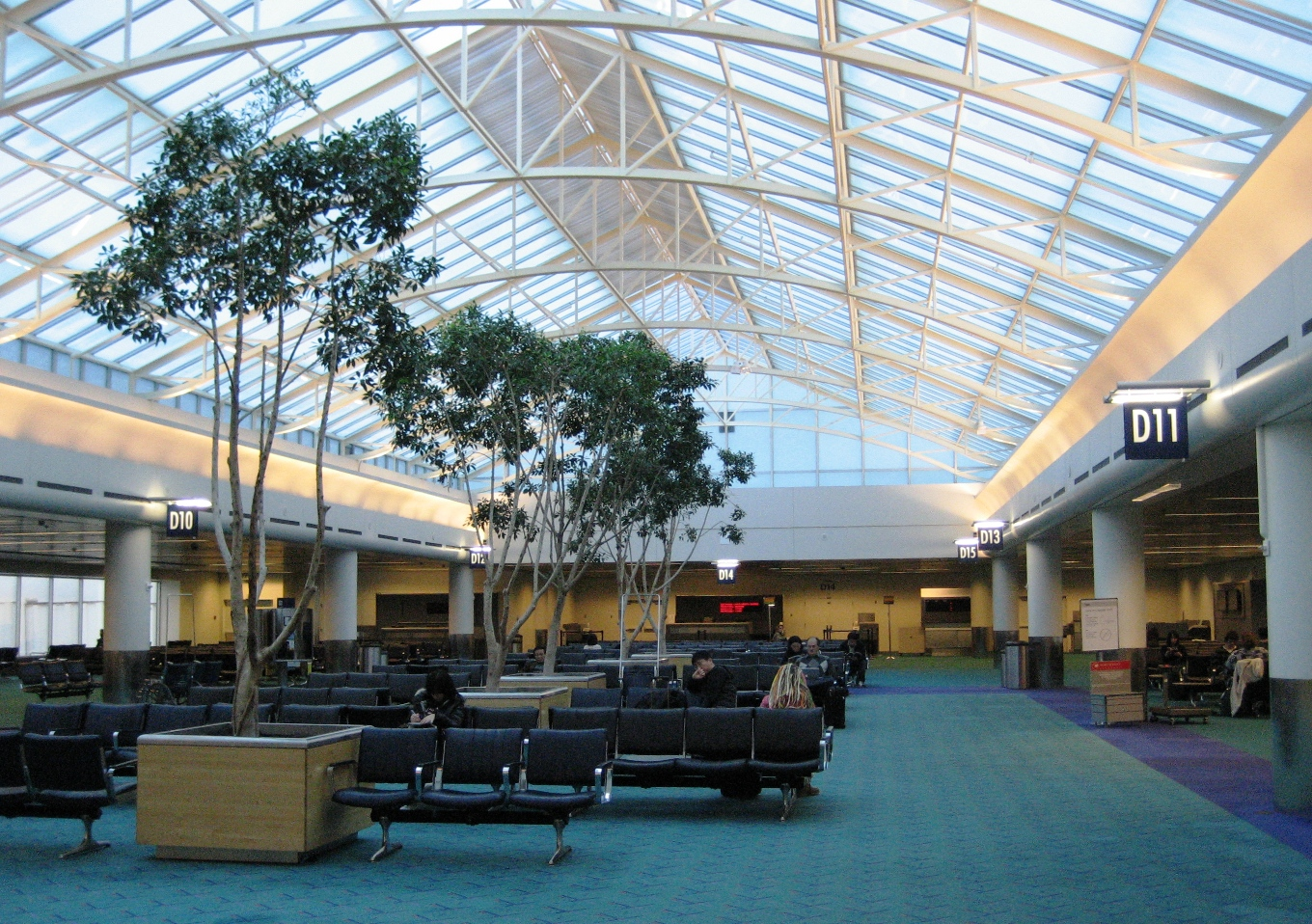
Sala D.

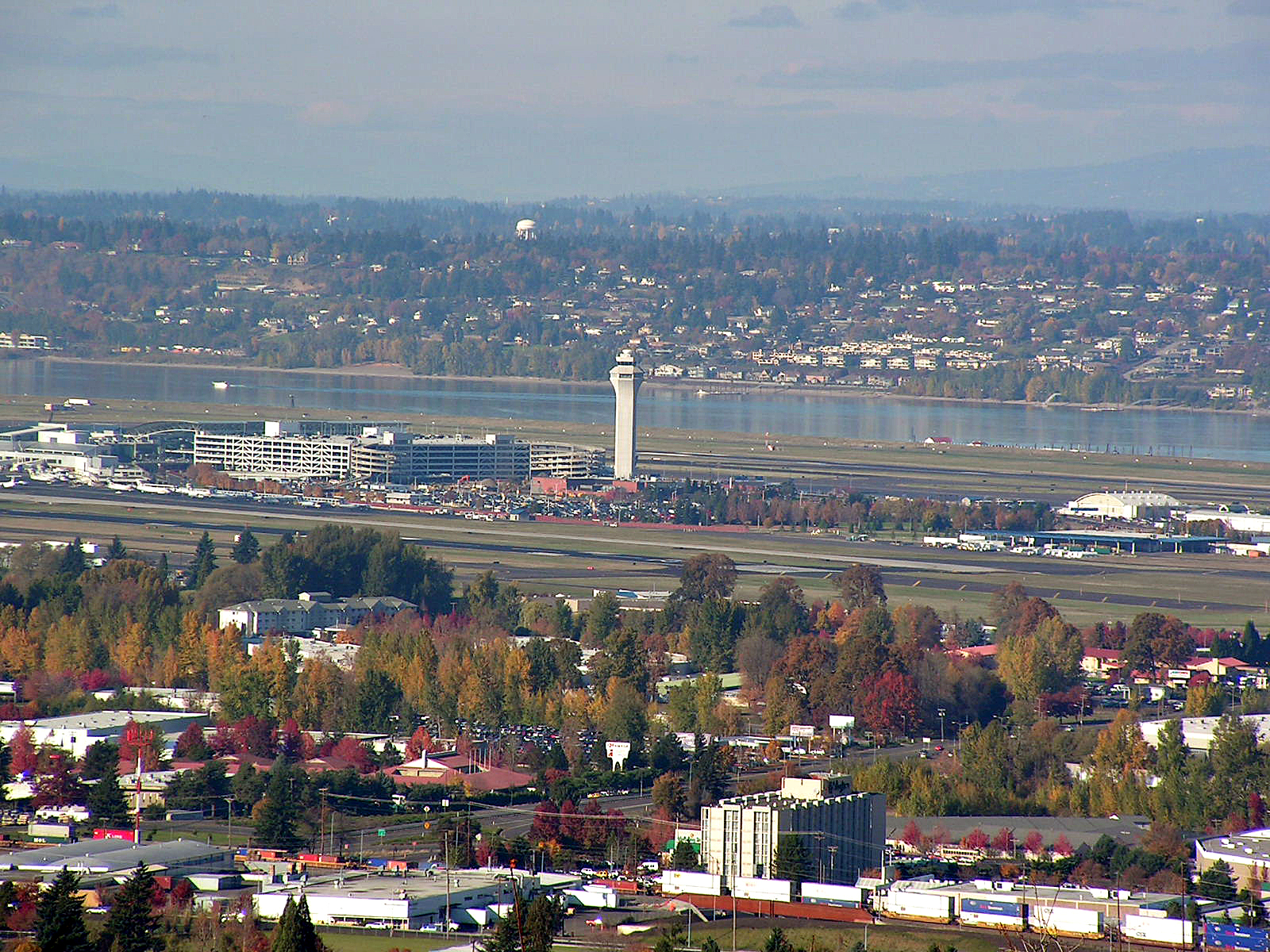
El aeropuerto visto desde Rocky Butte.

Hay una terminal de pasajeros en el aeropuerto, con cinco salas de espera dividida en dos lados. Estos dos lados están conectadas más allá de la seguridad por medio del "Pasillo Conector", un pasillo que fue inaugurado en agosto de 2005. El aeropuerto también ofrece muchos servicios gratuitos, como acceso inalámbrico a Internet Wifi, zona de juegos para los niños y servicios postales.
El aeropuerto tiene un centro comercial detrás de sus mostradores de documentación, con todas las tiendas y restaurantes abiertas todos los días. Debido a que el estado es uno de los pocos en el país sin impuesto sobre las ventas, todas las tiendas ofrecen compras libres de impuestos. El Puerto de Portland también requiere que todas las tiendas de los aeropuertos y restaurantes tengan precios justos ya que las tiendas minoristas no están autorizadas a cobrar más que en lugares fuera del aeropuerto. Las tiendas incluyen marcas nacionales y con sede en Oregon, tales como Made in Oregon, Nike, Columbia Sportswear, Powell's Books y Pendleton Woolen Mills, entre otras. Servicios de alimentación también son una mezcla de cadenas nacionales y opciones locales.
Varios puestos ambulantes de comida locales se encuentran dentro de la explanada previa a la seguridad.

### Salas y terminales
Las dos secciones de la terminal principal (sur y norte) en el Aeropuerto Internacional de Portland contienen cuatro salas de espera (B, C, D, E). Además, el Aeropuerto Internacional de Portland se encarga de muchas operaciones de una variedad de diferentes compañías aéreas de transporte de carga.
La sección internacional de la sala D ha sido renombrada como la sala internacional Gobernador Victor G. Atiyeh para honrar al exgobernador de Oregón Victor G. Atiyeh, quien también era conocido como "Trader Vic" por el lanzamiento de iniciativas turísticas y comerciales internacionales durante su mandato como Gobernador de Oregón.
Terminal Sur
- La Sala B tiene 3 puertas (B1-B3)
- La Sala C tiene 23 puertas (C1-C23)

Terminal Norte
- La Sala D tiene 15 puertas (D1-D15)
- La Sala E tiene 7 puertas (E1-E7)

Hay un total de 52 puertas situadas dentro de los dos terminales de pasajeros.

### Evolución futura
La Sala A fue demolida en noviembre de 2019. La Sala A fue demolida debido a la edad y el espacio de la estructura y será reemplazado por una Sala B ampliada. Se espera que la extensión cueste $100 millones de dólares y contará con 4 pasarelas de acceso a aeronaves, 6 zonas de carga terrestre y puestos de concesión mejorados. Todas las operaciones de Horizon que operaban desde la Sala A se trasladarán temporalmente al Sala C hasta que se termine la Sala B ampliada. El trabajo comenzó oficialmente el 14 de noviembre de 2019 con el cierre de la Sala A, y se estima que estará terminado para 2021.

### Salones VIP del aeropuerto
Terminal Sur
- Sala B:  Ninguno
- Sala C:  Alaska Lounge - frente a la Puerta C5.

Terminal Norte
- Sala D:  Delta Sky Club - frente a la Puerta D6.
- Sala E:  United Club - frente a la Puerta E2.

## Aerolíneas y destinos
Nota: Todas las llegadas internacionales (excepto vuelos desde ciudades con predespacho de Aduana) son operadas en la Sala D, independientemente de su sala de salida.

### Pasajeros
| Aerolíneas           | Destinos | Sala         |
| -------------------- | --- | ------------ |
| Air Canada Express   | Vancouver | E            |
| Alaska Airlines      | Albuquerque, Anchorage, Atlanta, Austin, Billings, Boise, Boston, Bozeman, Burbank, Chicago-O'Hare, Dallas/Fort Worth, Denver, Eugene, Fresno, Glacier Park/Kalispell, Houston–Intercontinental, Kahului, Kailua-Kona, Kansas City, Las Vegas, Los Ángeles, Medford, Missoula, Nashville, Newark, Nueva York-JFK, Oakland, Ontario, Orange County, Orlando, Phoenix-Sky Harbor, Redmond/Bend, Reno/Tahoe, Sacramento, Salt Lake City, San Diego, San Francisco, San José (CA), San Luis Obispo, Santa Bárbara, Santa Rosa, Seattle/Tacoma, Spokane, Tucson, Washington-National Estacional: Cancún, Fairbanks, Fort Lauderdale, Lihue, Miami, Mineápolis/St. Paul, Nueva Orleans, Palm Springs, Puerto Vallarta, San José del Cabo, Tampa, Vancouver | B / C / D    |
| Allegiant Air        | Cincinnati, Flint, Fresno, Indianápolis, Phoenix/Mesa, Provo Estacional: Appleton, Des Moines, Grand Rapids, Idaho Falls | C            |
| American Airlines    | Charlotte, Dallas/Fort Worth, Phoenix–Sky Harbor Estacional: Chicago-O'Hare, Filadelfia, Miami | C            |
| American Eagle       | Los Ángeles | C            |
| Boutique Air         | Pendleton | Atlantic FBO |
| British Airways      | Londres–Heathrow | D            |
| Condor               | Estacional: Fráncfort | D            |
| Delta Air Lines      | Atlanta, Detroit, Los Ángeles, Mineápolis/St. Paul, Nueva York-JFK, Salt Lake City, Seattle/Tacoma | D            |
| Delta Connection     | Seattle/Tacoma | D            |
| Frontier Airlines    | Dallas/Fort Worth, Denver, Las Vegas, Los Ángeles, Phoenix–Sky Harbor, Salt Lake City, San Francisco | C            |
| Hawaiian Airlines    | Honolulu | D            |
| Icelandair           | Estacional: Reikiavik-Keflavík | D            |
| JetBlue Airways      | Estacional: Boston | C            |
| KLM                  | Ámsterdam | D            |
| SeaPort Airlines     | Seattle–Boeing | Atlantic FB  |
| Southwest Airlines   | Chicago-Midway, Denver, Las Vegas, Oakland, Phoenix–Sky Harbor, Sacramento, San José (CA) Estacional: Baltimore, Burbank, Dallas-Love, Kansas City, Nashville, Ontario, San Diego, San Luis | C / D        |
| Spirit Airlines      | Las Vegas | D            |
| Sun Country Airlines | Mineápolis/St. Paul | D            |
| United Airlines      | Chicago-O'Hare, Denver, Houston-Intercontinental, Newark, San Francisco, Washington-Dulles | D / E        |
| United Express       | San Francisco | D / E        |
| Volaris              | Guadalajara | D            |
| WestJet Encore       | Estacional: Calgary | D            |

### Carga
| Aerolíneas              | Destinos |
| ----------------------- | --- |
| AirNet Express          | Denver–Centennial, Oakland |
| Airpac Airlines         | Redmond/Bend, Seattle-Boeing |
| Amazon Air              | Baltimore, Chicago/Rockford, Cincinnati, Fairbanks, Fort Worth/Alliance, Hartford, Houston–Intercontinental, Lakeland, Ontario, Phoenix–Sky Harbor, Stockton, Tampa, Wilmington (OH) |
| Ameriflight             | Brookings, Corvallis, Crescent City, Eugene, Florence, Grants Pass, Hermiston, Klamath Falls, La Grande, Medford, Newport, North Bend/Coos Bay, Portland/Hillsboro, Redmond/Bend, Salem |
| Cathay Pacific Cargo    | Anchorage, Chicago–O'Hare, Hong Kong, Los Ángeles, Nueva York–JFK |
| DHL Aviation            | Los Ángeles, Seattle/Tacoma, Vancouver |
| FedEx Express           | Austin, Boise, Fort Worth/Alliance, Indianápolis, Los Ángeles, Memphis, Newark, Oakland, Ontario, Orange County, Phoenix–Sky Harbor, Seattle/Tacoma |
| FedEx Feeder            | Corvallis, Eugene, Klamath Falls, Medford, Newport, North Bend/Coos Bay, Redmond/Bend, Roseburg, Salem |
| Kalitta Air             | Los Ángeles, Seattle/Tacoma, Vancouver |
| Martinaire              | Eugene |
| UPS Airlines            | Albuquerque, Anchorage, Boston, Billings, Cedar Rapids/Iowa City, Chicago–O'Hare, Chicago/Rockford, Dallas/Fort Worth, Des Moines, Fargo, Filadelfia, Fresno, Harrisburg, Hartford, Kansas City, Little Rock, Louisville, Mineápolis/St. Paul, Oakland, Omaha, Ontario, Orange County, Phoenix–Sky Harbor, Reno/Tahoe, Sacramento-Mather, Salt Lake City, San Bernardino, San Luis, Seattle-Boeing, Spokane, Vancouver, Wichita |
| Western Air Express     | Boise, Salt Lake City, Seattle-Boeing, Spokane |
| Western Global Airlines | Chicago-O'Hare, Tokio-Narita |

### Destinos nacionales

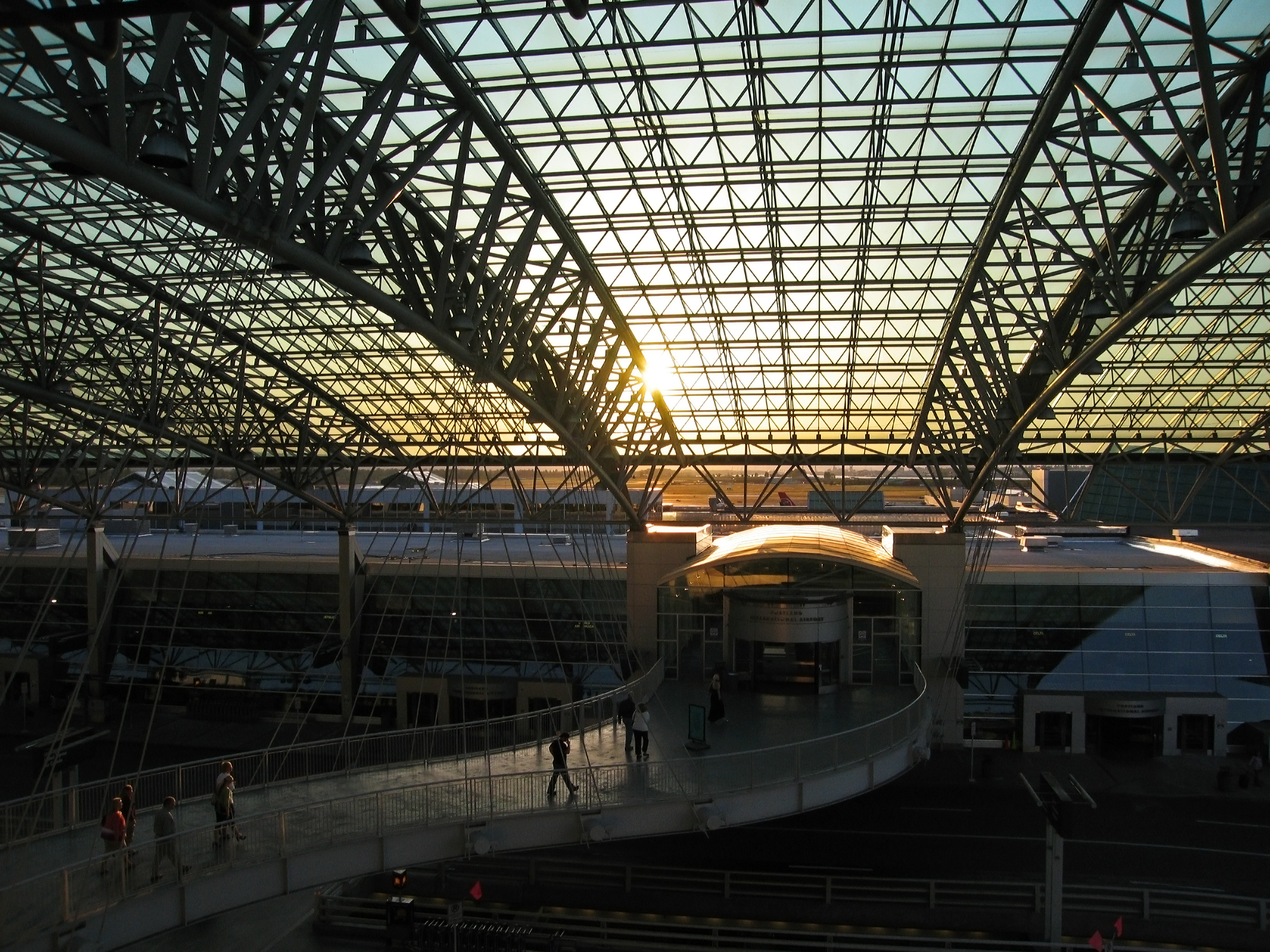
Área de salidas del aeropuerto.

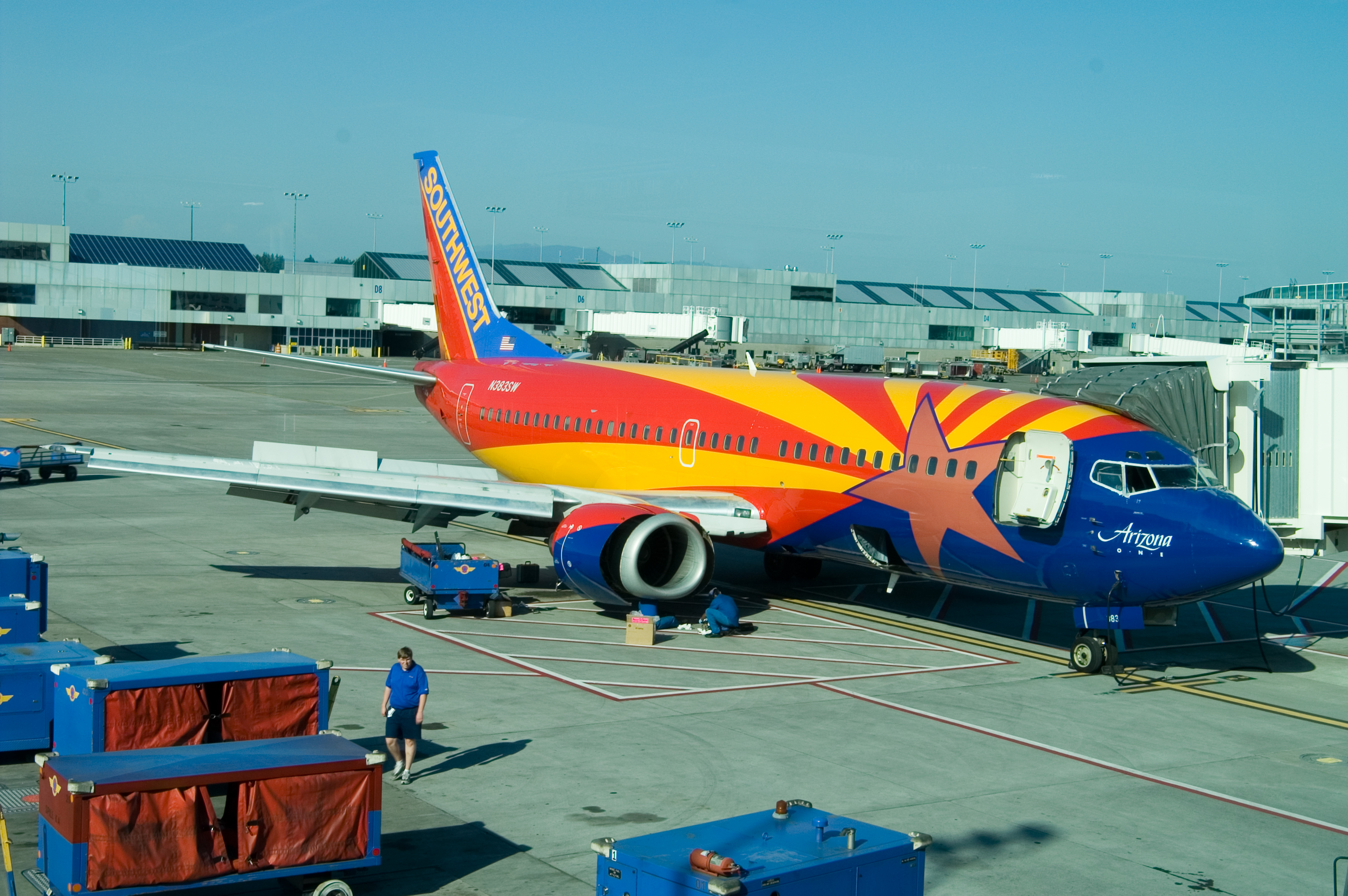
El Arizona One de Southwest Airlines en PDX.

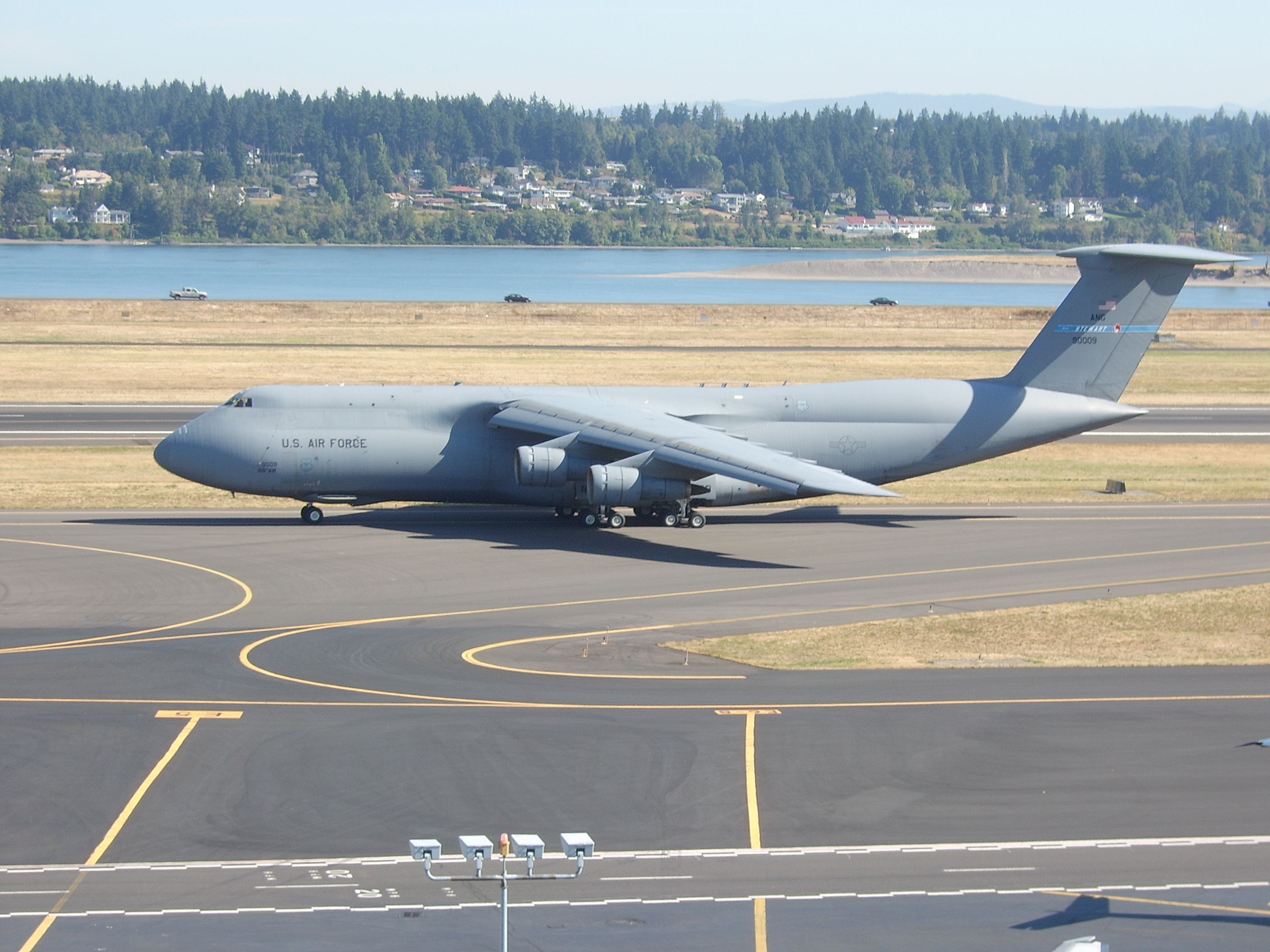
Un C-5 Galaxy esperando autorización de despegue.

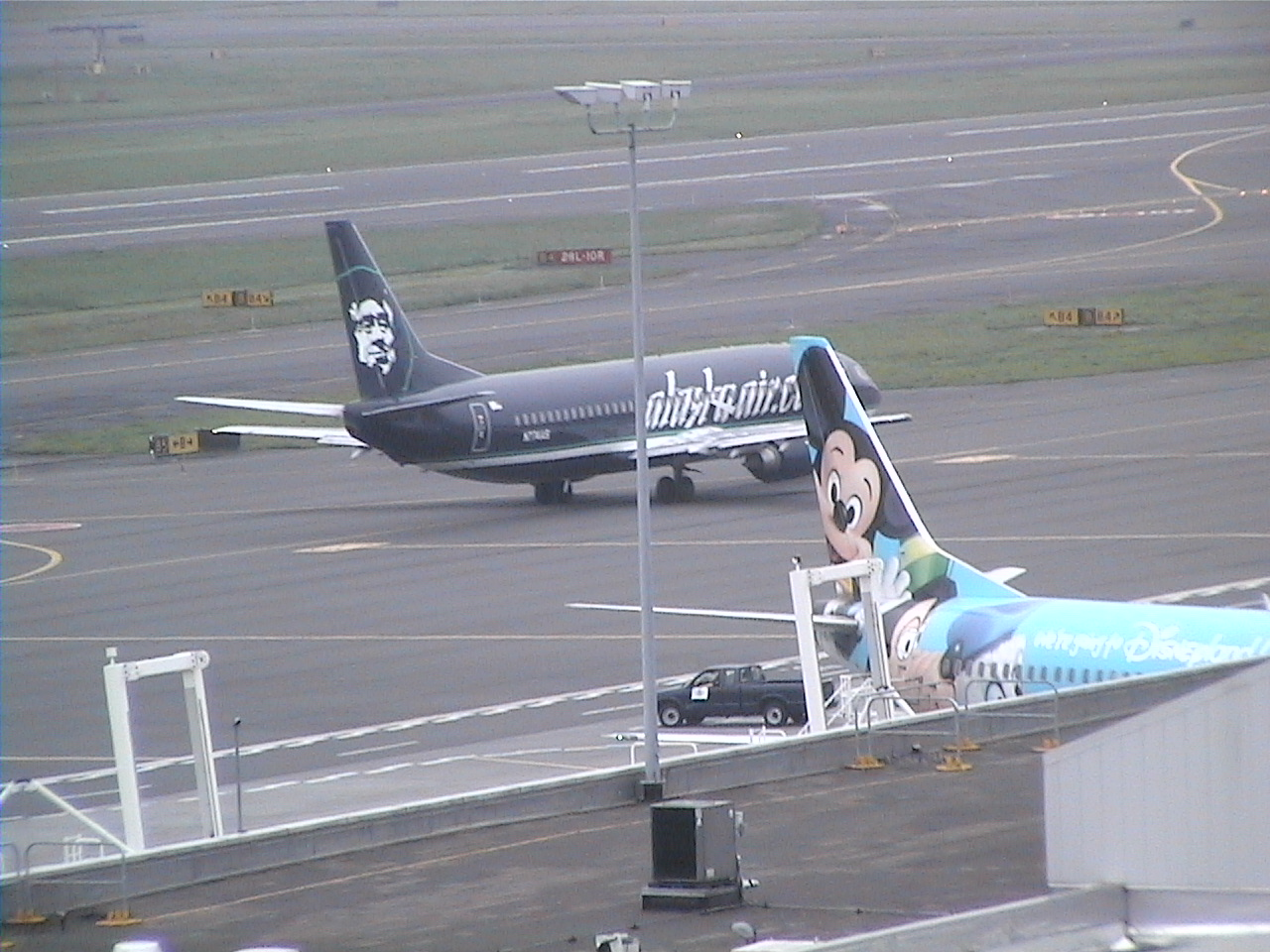
Alaska Airlines ".com" y avión con motivos alusivos a personajes de "Disney" en PDX.

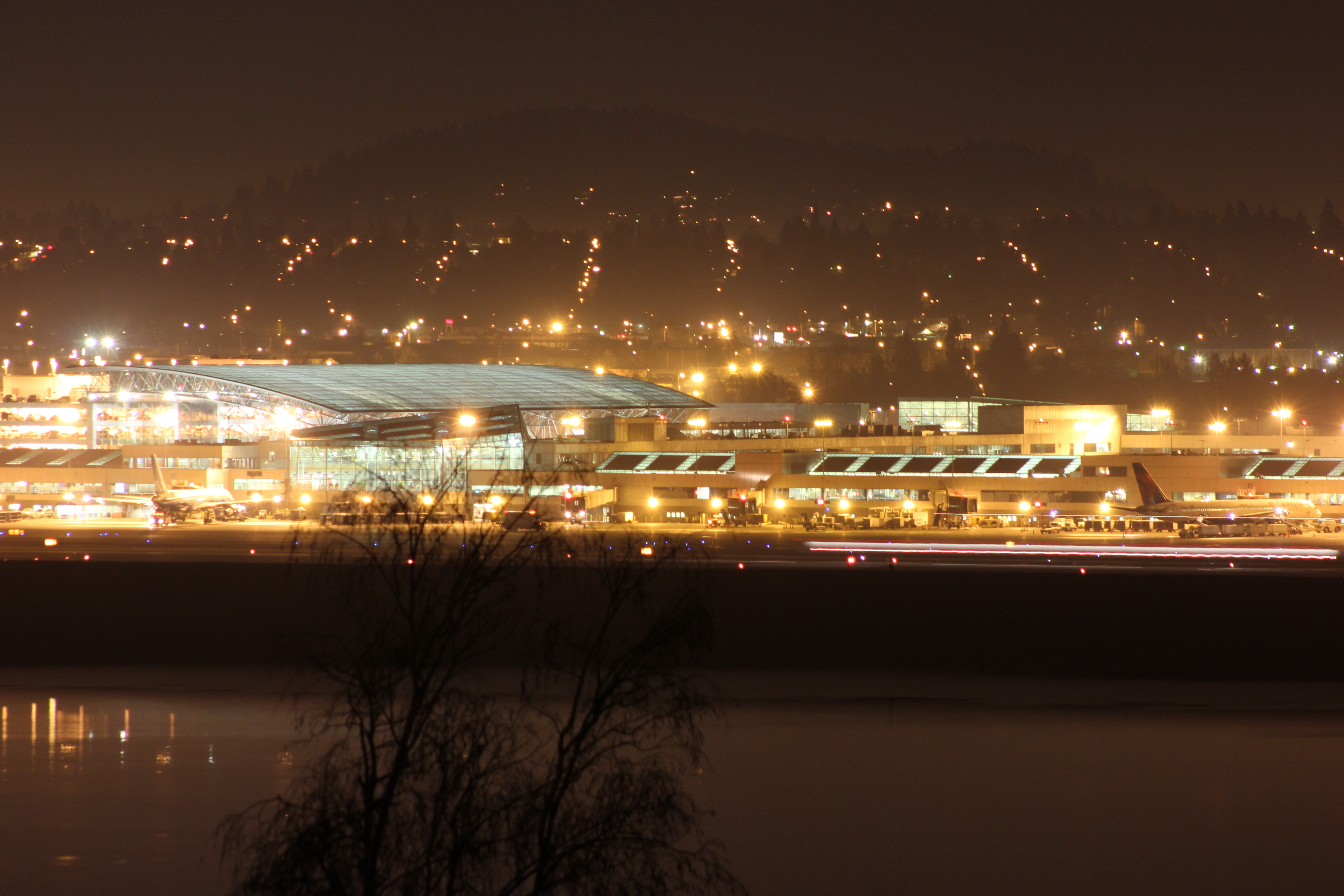
Aeropuerto de Portland por la noche.

Se brinda servicio a 72 ciudades dentro del país a cargo de 15 aerolíneas.
| Destinos nacionales del Aeropuerto de Portland PDX ANC ATW ATL AUS BWI BOI BOS BZN BUR CLT ORD MDW CVG DFW DAL DEN DSM DTW EUG FAI PHL FNT FAT FLL FCA HNL IAH IDA IND MCI OGG GRR KOA LAS LIH LAX MFR MIA MSP MSO BNA EWR MSY JFK OAK ONT SNA MCO PSP PDT PHX AZA PVU RDM RNO SMF SLC SAN SFO SJC STL SBP SBA STS SEA BFI GEG SUN TPA TUS DCA IAD | Destinos nacionales del Aeropuerto de Portland PDX ANC ATW ATL AUS BWI BOI BOS BZN BUR CLT ORD MDW CVG DFW DAL DEN DSM DTW EUG FAI PHL FNT FAT FLL FCA HNL IAH IDA IND MCI OGG GRR KOA LAS LIH LAX MFR MIA MSP MSO BNA EWR MSY JFK OAK ONT SNA MCO PSP PDT PHX AZA PVU RDM RNO SMF SLC SAN SFO SJC STL SBP SBA STS SEA BFI GEG SUN TPA TUS DCA IAD | Destinos nacionales del Aeropuerto de Portland PDX ANC ATW ATL AUS BWI BOI BOS BZN BUR CLT ORD MDW CVG DFW DAL DEN DSM DTW EUG FAI PHL FNT FAT FLL FCA HNL IAH IDA IND MCI OGG GRR KOA LAS LIH LAX MFR MIA MSP MSO BNA EWR MSY JFK OAK ONT SNA MCO PSP PDT PHX AZA PVU RDM RNO SMF SLC SAN SFO SJC STL SBP SBA STS SEA BFI GEG SUN TPA TUS DCA IAD | Destinos nacionales del Aeropuerto de Portland PDX ANC ATW ATL AUS BWI BOI BOS BZN BUR CLT ORD MDW CVG DFW DAL DEN DSM DTW EUG FAI PHL FNT FAT FLL FCA HNL IAH IDA IND MCI OGG GRR KOA LAS LIH LAX MFR MIA MSP MSO BNA EWR MSY JFK OAK ONT SNA MCO PSP PDT PHX AZA PVU RDM RNO SMF SLC SAN SFO SJC STL SBP SBA STS SEA BFI GEG SUN TPA TUS DCA IAD | Destinos nacionales del Aeropuerto de Portland PDX ANC ATW ATL AUS BWI BOI BOS BZN BUR CLT ORD MDW CVG DFW DAL DEN DSM DTW EUG FAI PHL FNT FAT FLL FCA HNL IAH IDA IND MCI OGG GRR KOA LAS LIH LAX MFR MIA MSP MSO BNA EWR MSY JFK OAK ONT SNA MCO PSP PDT PHX AZA PVU RDM RNO SMF SLC SAN SFO SJC STL SBP SBA STS SEA BFI GEG SUN TPA TUS DCA IAD | Destinos nacionales del Aeropuerto de Portland PDX ANC ATW ATL AUS BWI BOI BOS BZN BUR CLT ORD MDW CVG DFW DAL DEN DSM DTW EUG FAI PHL FNT FAT FLL FCA HNL IAH IDA IND MCI OGG GRR KOA LAS LIH LAX MFR MIA MSP MSO BNA EWR MSY JFK OAK ONT SNA MCO PSP PDT PHX AZA PVU RDM RNO SMF SLC SAN SFO SJC STL SBP SBA STS SEA BFI GEG SUN TPA TUS DCA IAD | Destinos nacionales del Aeropuerto de Portland PDX ANC ATW ATL AUS BWI BOI BOS BZN BUR CLT ORD MDW CVG DFW DAL DEN DSM DTW EUG FAI PHL FNT FAT FLL FCA HNL IAH IDA IND MCI OGG GRR KOA LAS LIH LAX MFR MIA MSP MSO BNA EWR MSY JFK OAK ONT SNA MCO PSP PDT PHX AZA PVU RDM RNO SMF SLC SAN SFO SJC STL SBP SBA STS SEA BFI GEG SUN TPA TUS DCA IAD | Destinos nacionales del Aeropuerto de Portland PDX ANC ATW ATL AUS BWI BOI BOS BZN BUR CLT ORD MDW CVG DFW DAL DEN DSM DTW EUG FAI PHL FNT FAT FLL FCA HNL IAH IDA IND MCI OGG GRR KOA LAS LIH LAX MFR MIA MSP MSO BNA EWR MSY JFK OAK ONT SNA MCO PSP PDT PHX AZA PVU RDM RNO SMF SLC SAN SFO SJC STL SBP SBA STS SEA BFI GEG SUN TPA TUS DCA IAD | Destinos nacionales del Aeropuerto de Portland PDX ANC ATW ATL AUS BWI BOI BOS BZN BUR CLT ORD MDW CVG DFW DAL DEN DSM DTW EUG FAI PHL FNT FAT FLL FCA HNL IAH IDA IND MCI OGG GRR KOA LAS LIH LAX MFR MIA MSP MSO BNA EWR MSY JFK OAK ONT SNA MCO PSP PDT PHX AZA PVU RDM RNO SMF SLC SAN SFO SJC STL SBP SBA STS SEA BFI GEG SUN TPA TUS DCA IAD | Destinos nacionales del Aeropuerto de Portland PDX ANC ATW ATL AUS BWI BOI BOS BZN BUR CLT ORD MDW CVG DFW DAL DEN DSM DTW EUG FAI PHL FNT FAT FLL FCA HNL IAH IDA IND MCI OGG GRR KOA LAS LIH LAX MFR MIA MSP MSO BNA EWR MSY JFK OAK ONT SNA MCO PSP PDT PHX AZA PVU RDM RNO SMF SLC SAN SFO SJC STL SBP SBA STS SEA BFI GEG SUN TPA TUS DCA IAD |
| Destinos | Alaska Airlines | Southwest Airlines | Allegiant Air | Delta Air Lines | American Airlines | United Airlines | Otra | # | |
| --- | --- | --- | --- | --- | --- | --- | --- | --- | --- |
| Albuquerque (ABQ) | • | | | | | | | 1 | |
| Anchorache (ANC) | • | | | | | | | 1 | |
| Atlanta (ATL) | • | | | • | | | | 2 | |
| Austin (AUS) | • | | | | | | | 1 | |
| Baltimore (BWI) | | • | | | | | | 1 | |
| Billins (BIL) | • | | • | | | | | 2 | |
| Boise (BOI) | • | | | | | | | 1 | |
| Boston (BOS) | • | | | | | | JetBlue Airways | 2 | |
| Bozeman (BZN) | • | | | | | | | 1 | |
| Burbank (BUR) | • | • | | | | | | 2 | |
| Charlotte (CLT) | | | | | • | | | 1 | |
| Chicago (ORD) | • | | | | • | • | | 3 | |
| Chicago (MDW) | | • | | | | | | 1 | |
| Cincinnati (CVG) | | | • | | | | | 1 | |
| Dallas (DFW) | • | | | | • | | Frontier Airlines | 3 | |
| Dallas (DAL) | | • | | | | | | 1 | |
| Denver (DEN) | • | • | | | | • | Frontier Airlines | 4 | |
| Des Moines (DSM) | | | • | | | | | 1 | |
| Detroit (DTW) | | | | • | | | | 1 | |
| Eugene (EUG) | • | | | | | | | 1 | |
| Fairbanks (FAI) | • | | | | | | | 1 | |
| Filadelfia (PHL) | | | | | • | | | 1 | |
| Flint (FNT) | | | • | | | | | 1 | |
| Fort Lauderdale (FLL) | • | | | | | | | 1 | |
| Fresno (FAT) | • | | • | | | | | 2 | |
| Glacier Park (FCA) | • | | | | | | | 1 | |
| Grand Rapids (GRR) | | | • | | | | | 1 | |
| Honolulu (HNL) | | | | | | | Hawaiian Airlines | 1 | |
| Houston (IAH) | • | | | | | • | | 2 | |
| Idaho Falls (IDA) | | | • | | | | | 1 | |
| Indianápolis (IND) | | | • | | | | | 1 | |
| Kansas City (MCI) | • | • | | | | | | 2 | |
| Kahului (OGG) | • | | | | | | | 1 | |
| Kailua (KOA) | • | | | | | | | 1 | |
| Las Vegas (LAS) | • | • | | | | | Frontier Airlines / Spirit Airlines | 4 | |
| Lihue (LIH) | • | | | | | | | 1 | |
| Los Ángeles (LAX) | • | | | • | • | | Frontier Airlines | 4 | |
| Medford (MFR) | • | | | | | | | 1 | |
| Miami (MIA) | • | | | | • | | | 2 | |
| Mineápolis (MSP) | • | | | • | | | Sun Country Airlines | 3 | |
| Missoula (MSO) | • | | | | | | | 1 | |
| Nashville (BNA) | • | • | | | | | | 2 | |
| Newark (EWR) | • | | | | | • | | 2 | |
| Nueva Orleans (MSY) | • | | | | | | | 1 | |
| Nueva York (JFK) | • | | | • | | | | 2 | |
| Oakland (OAK) | • | • | | | | | | 2 | |
| Ontario (ONT) | • | • | | | | | | 2 | |
| Orange County (SNA) | • | | | | | | | 1 | |
| Orlando (MCO) | • | | | | | | | 1 | |
| Palm Springs (PSP) | • | | | | | | | 1 | |
| Pendleton (PDT) | | | | | | | Boutique Air | 1 | |
| Phoenix (PHX) | • | • | | | • | | Frontier Airlines | 4 | |
| Phoenix (AZA) | | | • | | | | | 1 | |
| Provo (PVU) | | | • | | | | | 1 | |
| Redmon (RDM) | • | | | | | | | 1 | |
| Reno (RNO) | • | | | | | | | 1 | |
| Sacramento (SMF) | • | • | | | | | | 2 | |
| Salt Lake City (SLC) | • | | | • | | | Frontier Airlines | 3 | |
| San Diego (SAN) | • | • | | | | | | 2 | |
| San Francisco (SFO) | • | | | | | • | Frontier Airlines | 3 | |
| San José (SJC) | • | • | | | | | | 2 | |
| San Luis (STL) | | • | | | | | | 1 | |
| San Luis Obispo (SBP) | • | | | | | | | 1 | |
| Santa Bárbara (SBA) | • | | | | | | | 1 | |
| Santa Rosa (STS) | • | | | | | | | 1 | |
| Seattle (SEA) | • | | | • | | | | 2 | |
| Seattle (BFI) | | | | | | | SeaPort Airlines | 1 | |
| Spokane (GEG) | • | | | | | | | 1 | |
| Tampa (TPA) | • | | | | | | | 1 | |
| Tucson (TUS) | • | | | | | | | 1 | |
| Washington (DCA) | • | | | | | | | 1 | |
| Washington (IAD) | | | | | | • | | 1 | |
| Total | 53 | 15 | 10 | 7 | 7 | 6 | 13 | 72 | |

### Destinos internacionales
Se ofrece servicio a 10 destinos internacionales (5 estacionales), a cargo de 8 aerolíneas.
| Ciudades                                                    | Nombre del aeropuerto                       | Aerolíneas                                        | Sala         |              |              |
| Norteamérica                                                | Norteamérica                                | Norteamérica                                      | Norteamérica | Norteamérica | Norteamérica |
| ----------------------------------------------------------- | ------------------------------------------- | ------------------------------------------------- | ------------ | ------------ | ------------ |
| Canadá (2 destinos [1 estacional], 3 aerolíneas)            |                                             |                                                   |              |              |              |
| Calgary                                                     | Aeropuerto Internacional de Calgary         | WestJet Encore (Estacional)                       | D            |              |              |
| Vancouver                                                   | Aeropuerto Internacional de Vancouver       | Air Canada Express / Alaska Airlines (Estacional) | B/E          |              |              |
| México (4 destinos [2 estacionales], 2 aerolíneas)          |                                             |                                                   |              |              |              |
| Cancún                                                      | Aeropuerto Internacional de Cancún          | Alaska Airlines (Estacional)                      | B            |              |              |
| Guadalajara                                                 | Aeropuerto Internacional de Guadalajara     | Volaris                                           | D            |              |              |
| Puerto Vallarta                                             | Aeropuerto Internacional de Puerto Vallarta | Alaska Airlines (Estacional)                      | B            |              |              |
| San José del Cabo                                           | Aeropuerto Internacional de Los Cabos       | Alaska Airlines                                   | B            |              |              |
| Europa                                                      |                                             |                                                   |              |              |              |
| Alemania (1 destino [estacional], 1 aerolínea)              |                                             |                                                   |              |              |              |
| Fráncfort                                                   | Aeropuerto de Fráncfort del Meno            | Condor (Estacional)                               | D            |              |              |
| Islandia (1 destino [estacional], 1 aerolínea)              |                                             |                                                   |              |              |              |
| Keflavík                                                    | Aeropuerto Internacional de Keflavík        | Icelandair (Estacional)                           | D            |              |              |
| Países Bajos (1 destino, 1 aerolínea)                       |                                             |                                                   |              |              |              |
| Ámsterdam                                                   | Aeropuerto de Ámsterdam-Schiphol            | KLM                                               | D            |              |              |
| Reino Unido (1 destino, 1 aerolínea)                        |                                             |                                                   |              |              |              |
| Londres                                                     | Aeropuerto de Londres-Heathrow              | British Airways                                   | D            |              |              |
| Total: 10 destinos (5 estacionales), 6 países, 8 aerolíneas |                                             |                                                   |              |              |              |

## Estadísticas

### Rutas más transitadas

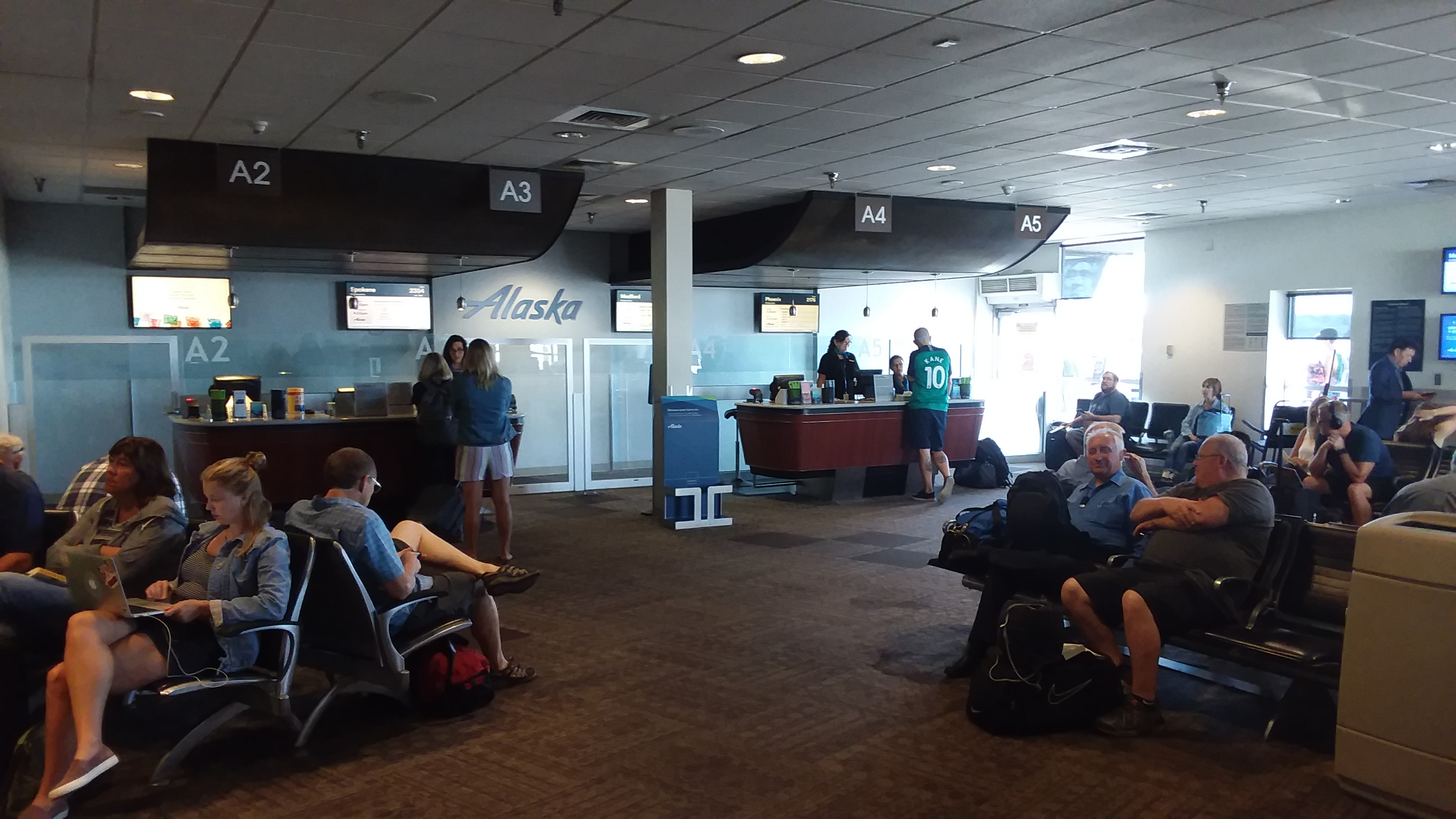
Puertas A2 a A5 en la Sala A. Dos meses antes del cierre permanente de la Sala.

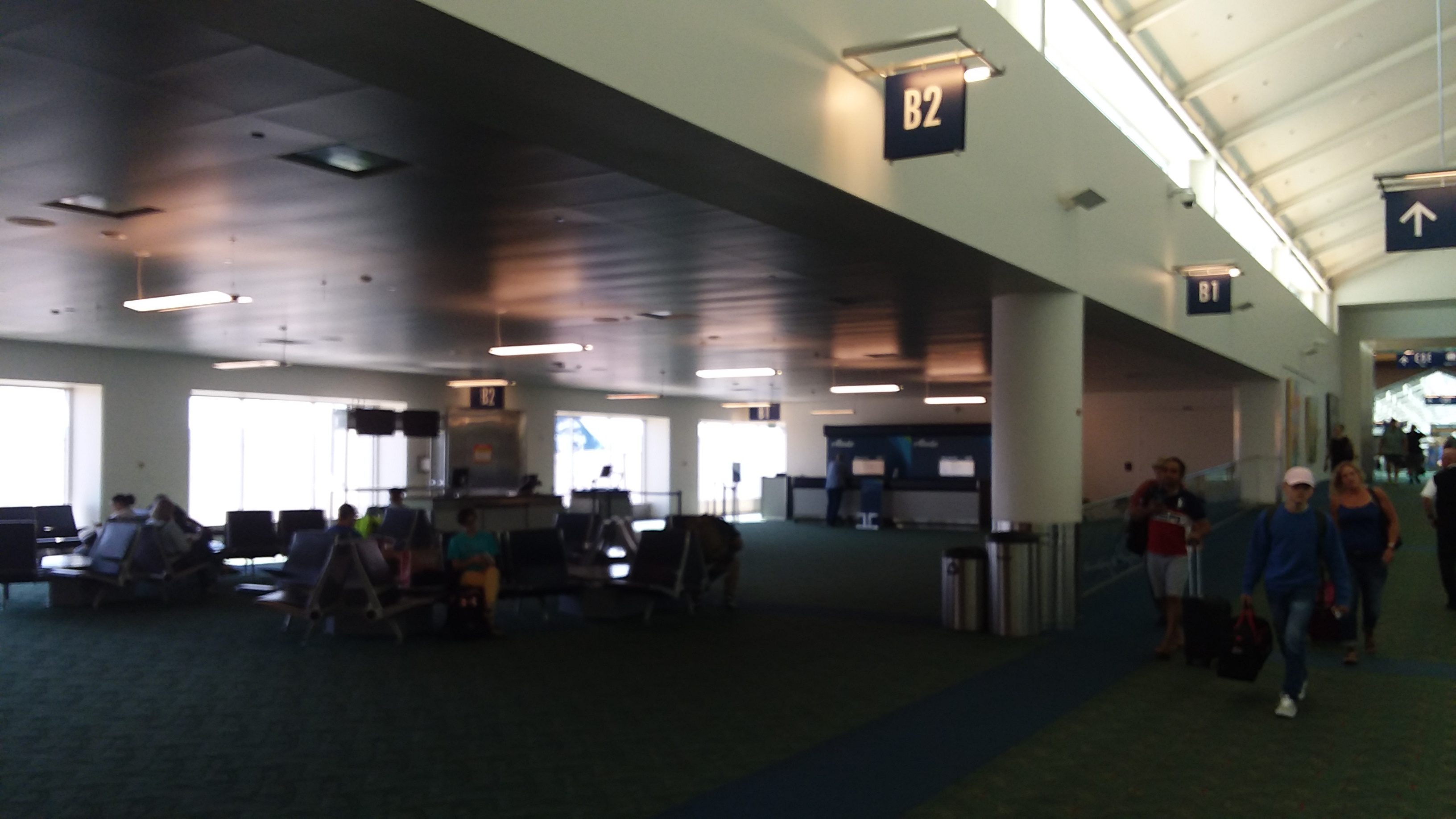
Puertas B1 y B2 en la Sala B.

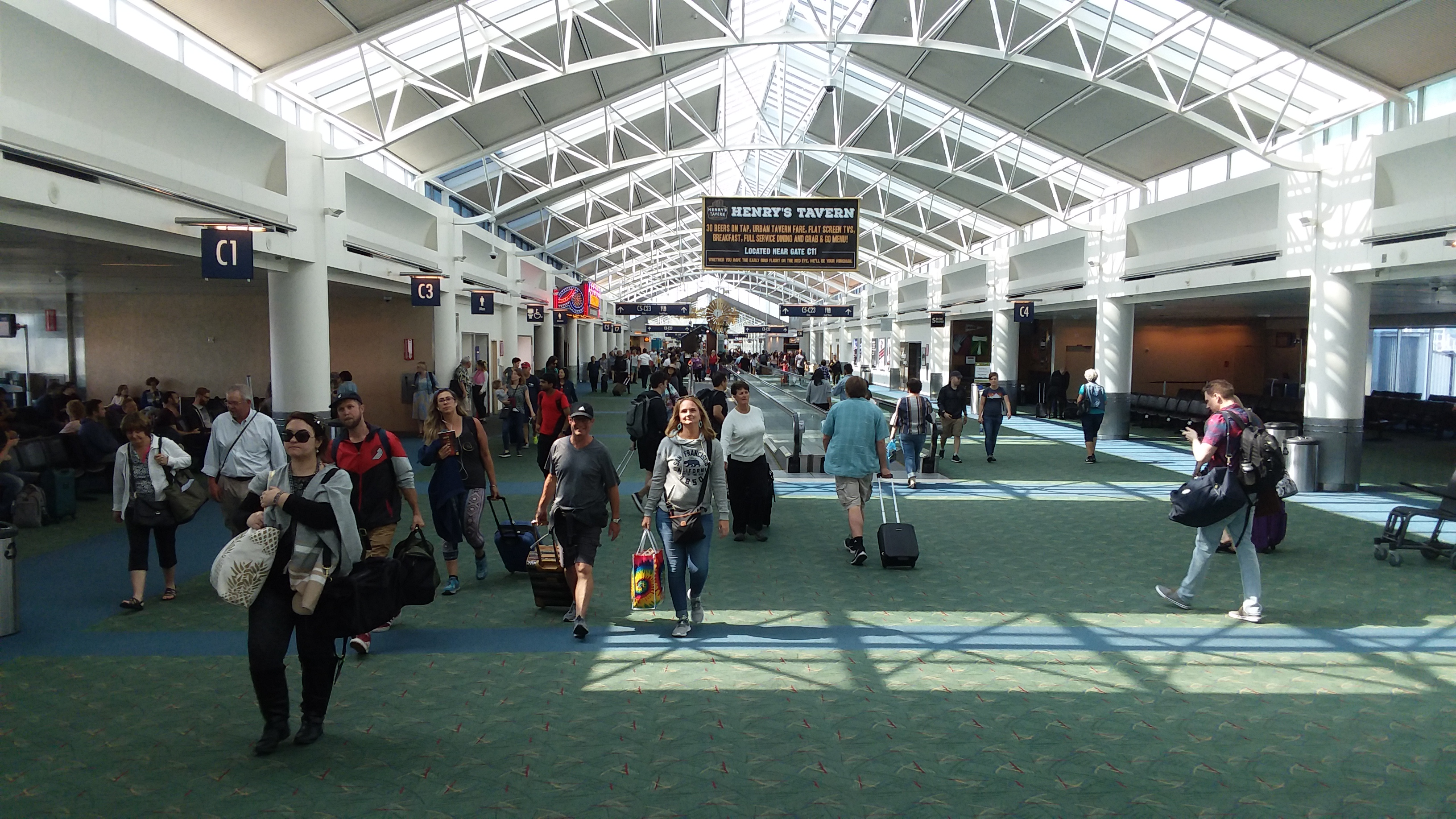
Inicio de la Sala C.

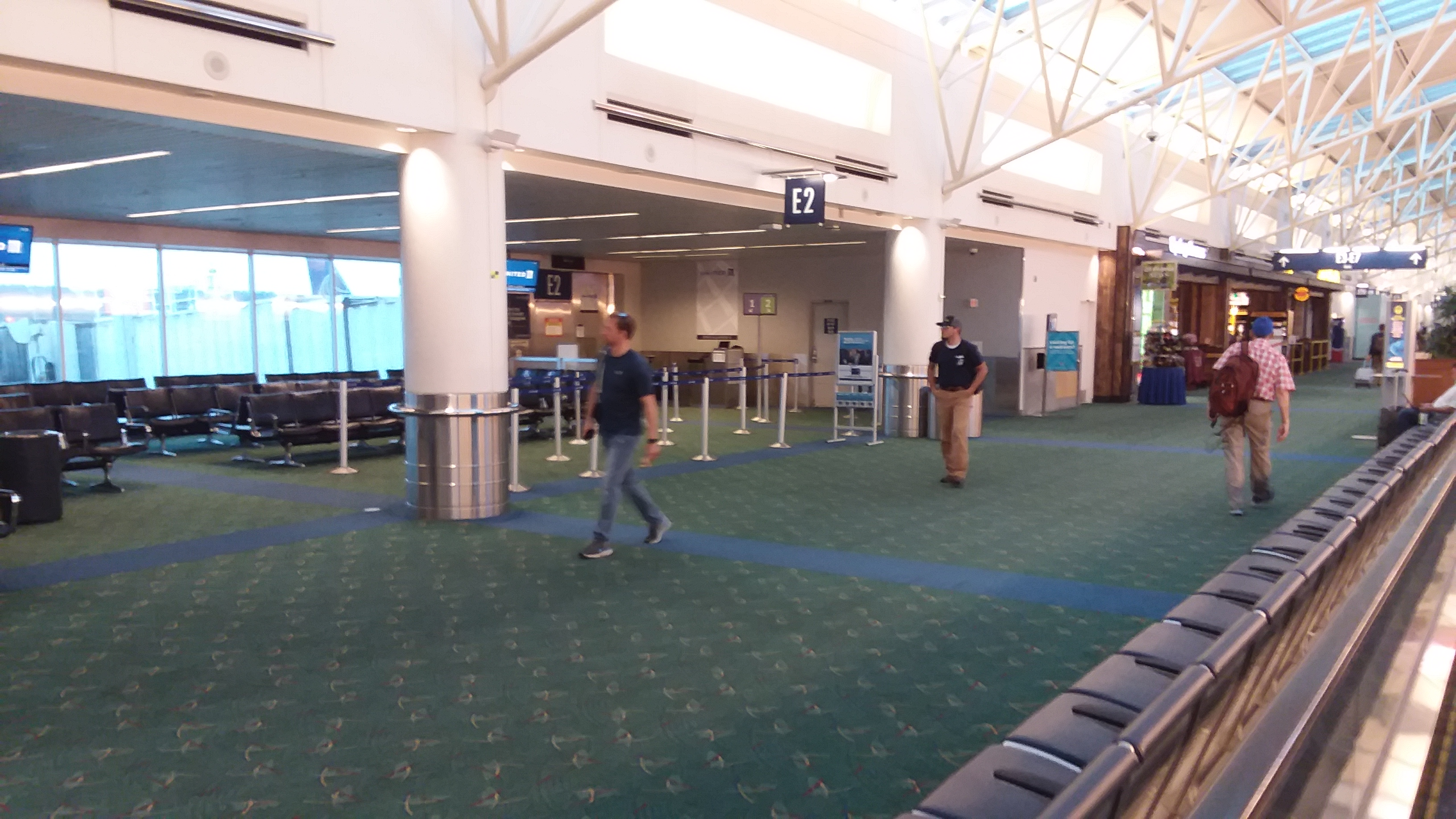
Puerta E2 en la Sala E.

| Número | Ciudad                    | Pasajeros | Aerolínea                                                                    |
| ------ | ------------------------- | --------- | ---------------------------------------------------------------------------- |
| 1      | Denver, Colorado          | 638,000   | Frontier Airlines, Southwest Airlines, United Airlines                       |
| 2      | Seattle, Washington       | 560,000   | Alaska Airlines, Delta Air Lines, Delta Connection                           |
| 3      | Phoenix, Arizona          | 536,000   | Alaska Airlines, American Airlines, Southwest Airlines, Sun Country Airlines |
| 4      | Las Vegas, Nevada         | 525,000   | Alaska Airlines, Southwest Airlines, Spirit Airlines, Sun Country Airlines   |
| 5      | Los Ángeles, California   | 515,000   | Alaska Airlines, American Eagle, Delta Air Lines, Southwest Airlines         |
| 6      | San Francisco, California | 437,000   | Alaska Airlines, Sun Country Airlines, United Airlines, United Express       |
| 7      | Dallas, Texas             | 409,000   | Alaska Airlines, American Airlines                                           |
| 8      | Chicago, Illinois         | 336,000   | Alaska Airlines, American Airlines, United Airlines                          |
| 9      | Salt Lake City, Utah      | 300,000   | Alaska Airlines, Delta Air Lines                                             |
| 10     | Mineápolis, Minnesota     | 259,000   | Alaska Airlines, Delta Air Lines, Sun Country Airlines                       |

| Número | Ciudad                    | Pasajeros | Aerolínea                           |
| ------ | ------------------------- | --------- | ----------------------------------- |
| 1      | Vancouver, Canadá         | 178,246   | Air Canada Express, Alaska Airlines |
| 2      | Ámsterdam, Países Bajos   | 153,239   | Delta Air Lines, KLM                |
| 3      | Guadalajara, México       | 132,492   | Volaris                             |
| 4      | Londres, Reino Unido      | 109,368   | British Airways                     |
| 5      | Reikiavik, Islandia       | 51,268    | Icelandair                          |
| 6      | Puerto Vallarta, México   | 48,963    | Alaska Airlines                     |
| 7      | Calgary, Canadá           | 46,467    | WestJet Encore                      |
| 8      | San José del Cabo, México | 44,992    | Alaska Airlines                     |
| 9      | Fráncfort, Alemania       | 21,903    | Condor                              |
| 10     | Toronto, Canadá           | 21,474    | Air Canada Rouge                    |

### Tráfico Anual
| Año  | Pasajeros  | Año  | Pasajeros  | Año  | Pasajeros  |
| ---- | ---------- | ---- | ---------- | ---- | ---------- |
| 1999 | 13,721,684 | 2009 | 12,929,675 | 2019 | 19,891,365 |
| 2000 | 13,790,115 | 2010 | 13,192,857 | 2020 | 7,084,543  |
| 2001 | 12,703,676 | 2011 | 13,675,924 | 2021 | 11,806,921 |
| 2002 | 12,241,975 | 2012 | 14,390,750 | 2022 | 14,818,654 |
| 2003 | 12,396,068 | 2013 | 15,029,569 | 2023 | 16,486,688 |
| 2004 | 13,038,057 | 2014 | 15,916,512 | 2024 | 17,518,499 |
| 2005 | 13,879,701 | 2015 | 16,850,952 |      |            |
| 2006 | 14,043,489 | 2016 | 18,352,767 |      |            |
| 2007 | 14,654,222 | 2017 | 19,080,454 |      |            |
| 2008 | 14,299,234 | 2018 | 19,882,788 |      |            |

## Aeropuertos cercanos
Los aeropuertos más cercanos son:
- Aeropuerto de Astoria (118km)
- Aeropuerto de Newport (156km)
- Aeropuerto de Eugene (170km)
- Aeropuerto Municipal de Redmond (187km)
- Aeropuerto de Yakima Air Terminal (192km)

## Servicio Internacional
Hasta que el mercado accionario asiático se hundió, Delta Air Lines utilizó a Portland como su salida principal hacia Asia. Los viajes internacionales se redujeron aún más debido a las quejas acerca del trato en las instalaciones de inmigración en Portland, llevando a ser llamado el Aeropuerto de "DePortland". La combinación de estos factores provocaron que Delta discontinuara el último vuelo directo de PDX al Aeropuerto Internacional de Narita de Tokio y Nagoya en marzo de 2001.
Mientras tanto, los negocios locales de viajes comenzaron a reclutar a otras compañías. Lufthansa comenzó vuelos directos a Fráncfort del Meno, Alemania, el 31 de marzo de 2003. Northwest Airlines introdujo un vuelo sin escalas a Tokio (Aeropuerto de Narita) el 10 de junio de 2004. Ese vuelo continuaría hasta Busán. Mexicana de Aviación también introdujo su servicio hacia Guadalajara, México y la Ciudad de México. Después de 5 años de servicio entre PDX y México, este servicio fue cancelado por Mexicana de Aviación el 2 de mayo de 2008, debido a los altos costos del combustible y al cambio de la demanda, además de la desaparición de la Aerolínea Mexicana. Esto dejó a Alaska Airlines como la única aerolínea con un vuelo directo a México. Northwest Airlines anunció el 9 de octubre de 2007 la expansión de su servicio internacional con un vuelo directo hasta Ámsterdam, el cual comenzaría el 29 de marzo de 2008.